# Parafia Podwyższenia Krzyża Pańskiego w Horostycie
Parafia Podwyższenia Krzyża Pańskiego – parafia prawosławna w Horostycie, w dekanacie Chełm diecezji lubelsko-chełmskiej.
Na terenie parafii funkcjonuje 5 cerkwi (w tym 4 filialne) oraz 2 kaplice:
- cerkiew Podwyższenia Krzyża Pańskiego w Horostycie – parafialna
- cerkiew św. Antoniego Pieczerskiego i św. Męczennicy Paraskiewy w Holi
- cerkiew św. Olgi w Kaplonosach
- cerkiew Narodzenia św. Jana Chrzciciela w Kodeńcu
- cerkiew Świętych Apostołów Piotra i Pawła w Sosnowicy
- kaplica Opieki Matki Bożej w Holi – cmentarna
- kaplica św. Michała Archanioła w Wołoskowoli – cmentarna

## Historia
Pierwsza wzmianka o samodzielnej parafii w Horostycie pochodzi z 1699. W 1875 została włączona do prawosławnej eparchii chełmsko-warszawskiej i należała do drugiego okręgu w dekanacie włodawskim. Następnie od 1905 należała do eparchii chełmskiej. W latach 1915–1923 parafia formalnie nie funkcjonowała ze względu na bieżeństwo (1915–1917), a później z braku formalnych decyzji administracyjnych. Parafię reaktywowano w 1923. Liczyła w tym czasie około 5600 wiernych i była uposażona w 9,5 ha gruntów ornych.
Likwidacja parafii nastąpiła w 1947 w związku z przesiedleniem z tych terenów prawosławnej ludności w ramach akcji „Wisła”. W 1953 administracja rządowa zgodziła się na ponowne otwarcie parafii w Horostycie wraz z filią w Holi. Po dziesięciu latach życie parafialne całkowicie reaktywowano i w latach 60. parafia wraz z filią liczyła około 360 wiernych. Natomiast w 2021 r. do parafii należało około 150 osób. Obecnie w skład parafii wchodzą 4 filie.

## Zasięg terytorialny
Horostyta, Hola, Kaplonosy, Kodeniec, Sosnowica, Wołoskowola, Wyryki-Kolonia, Krzywowierzba, Zahajki, Stary Brus, Lipówka, Lubień.

## Wykaz proboszczów
- 1894–1902 – ks. Aleksander Tomaszewicz
- 1903–1915 – ks. Roman Hankiewicz
- bieżeństwo
- 1921–1922 – diakon Mikołaj Maksymowicz (opiekun cerkwi)
- 1922–1927 – ks. Jan Budzyński
- 1927–1939 – ks. Stefan Chalimonow
- 1940–1944 – ks. Teodor Minczakiewicz
- 1944–1945 – ks. Konstanty Stachowski
- 1946–1947 – ks. Władysław Kozłowski (Kocyłowski)
- 1947      – ks. Aleksander Kalinowicz
- 1955–1959 – ks. Włodzimierz Białomyzy
- 1959–2003 – ks. Włodzimierz Chodak
- od 2003 – ks. Tomasz Łotysz

## Galeria

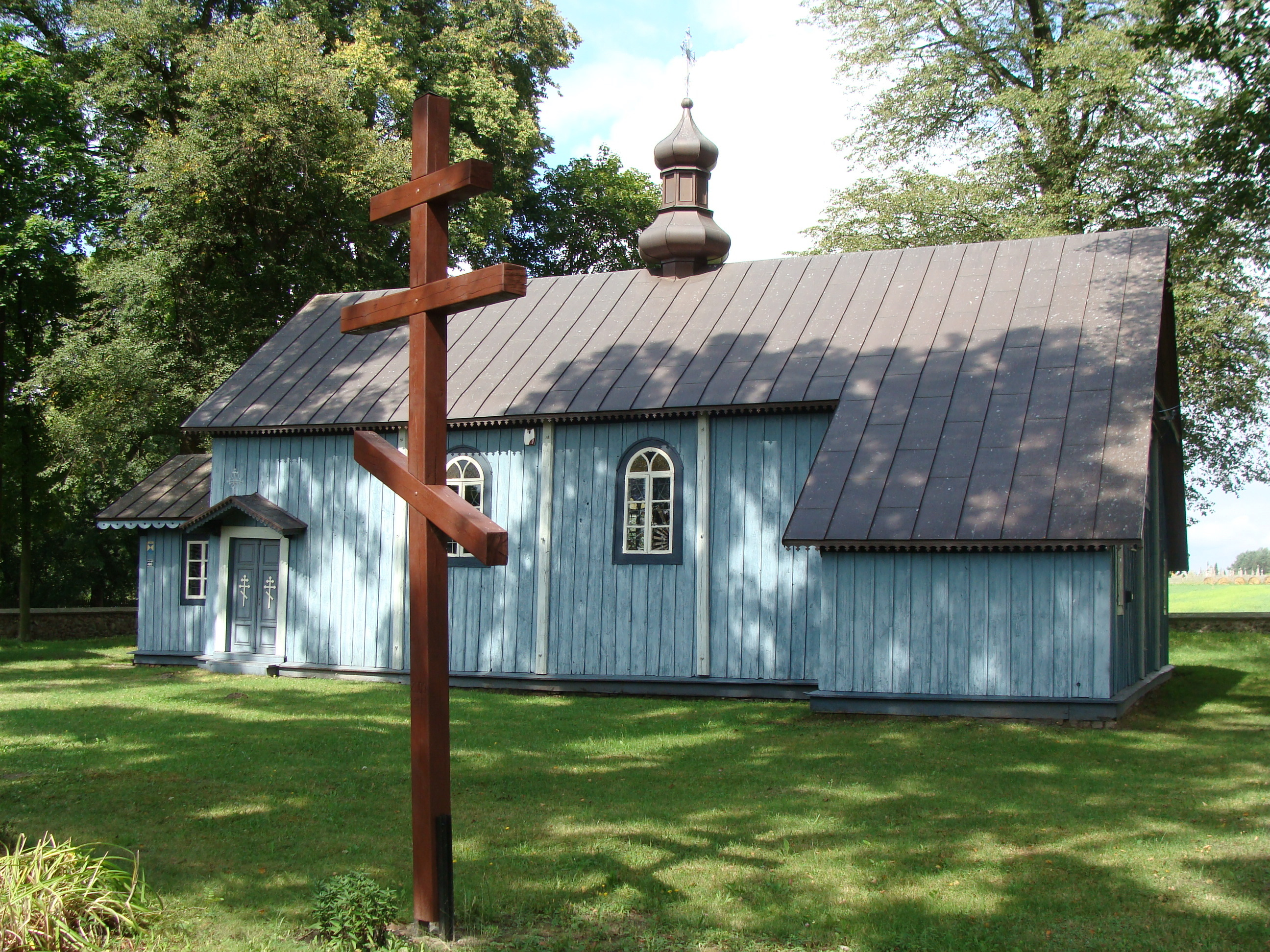
Cerkiew św. Antoniego Pieczerskiego i św. Męczennicy Paraskiewy w Holi
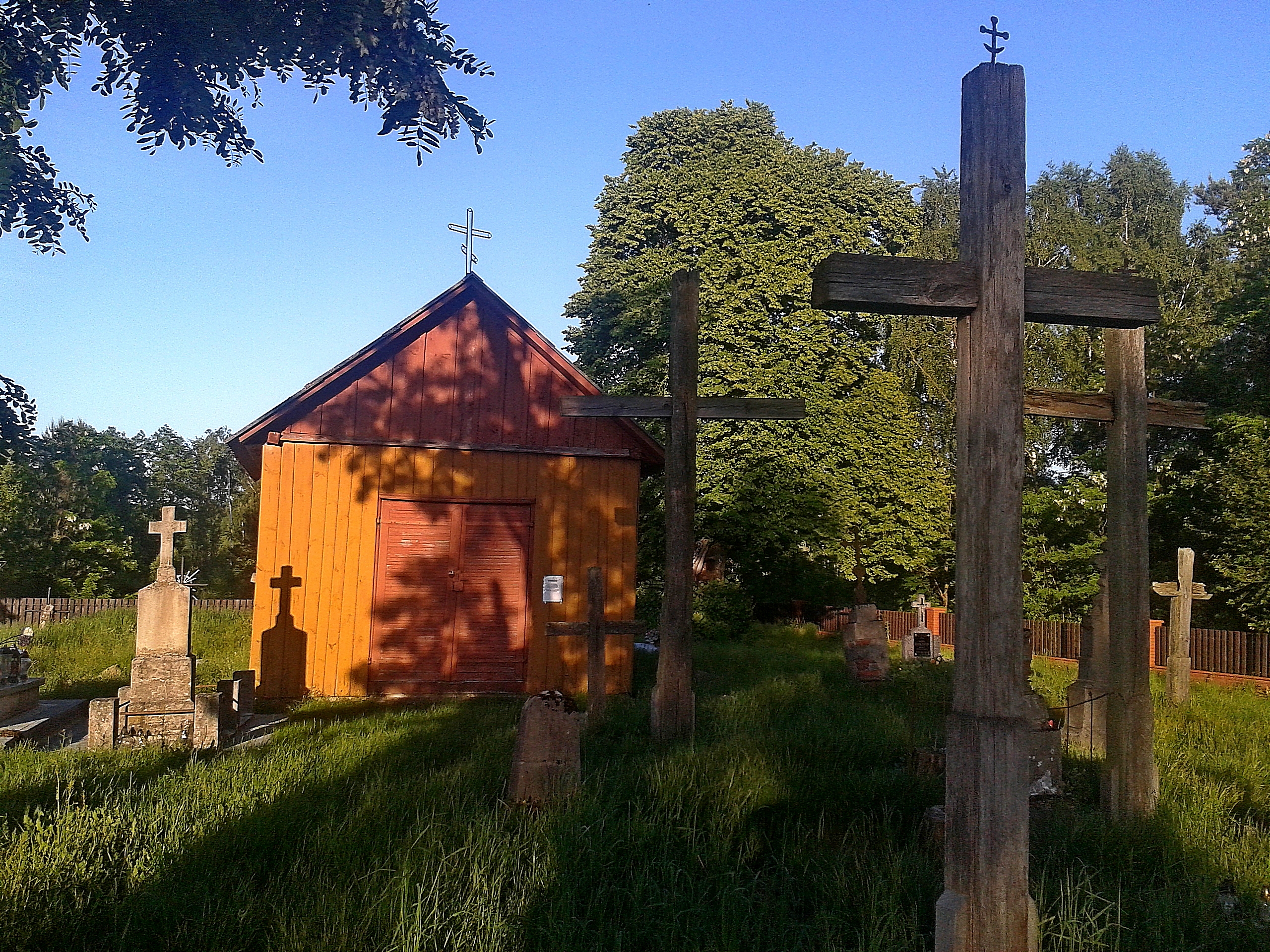
Cerkiew św. Olgi w Kaplonosach
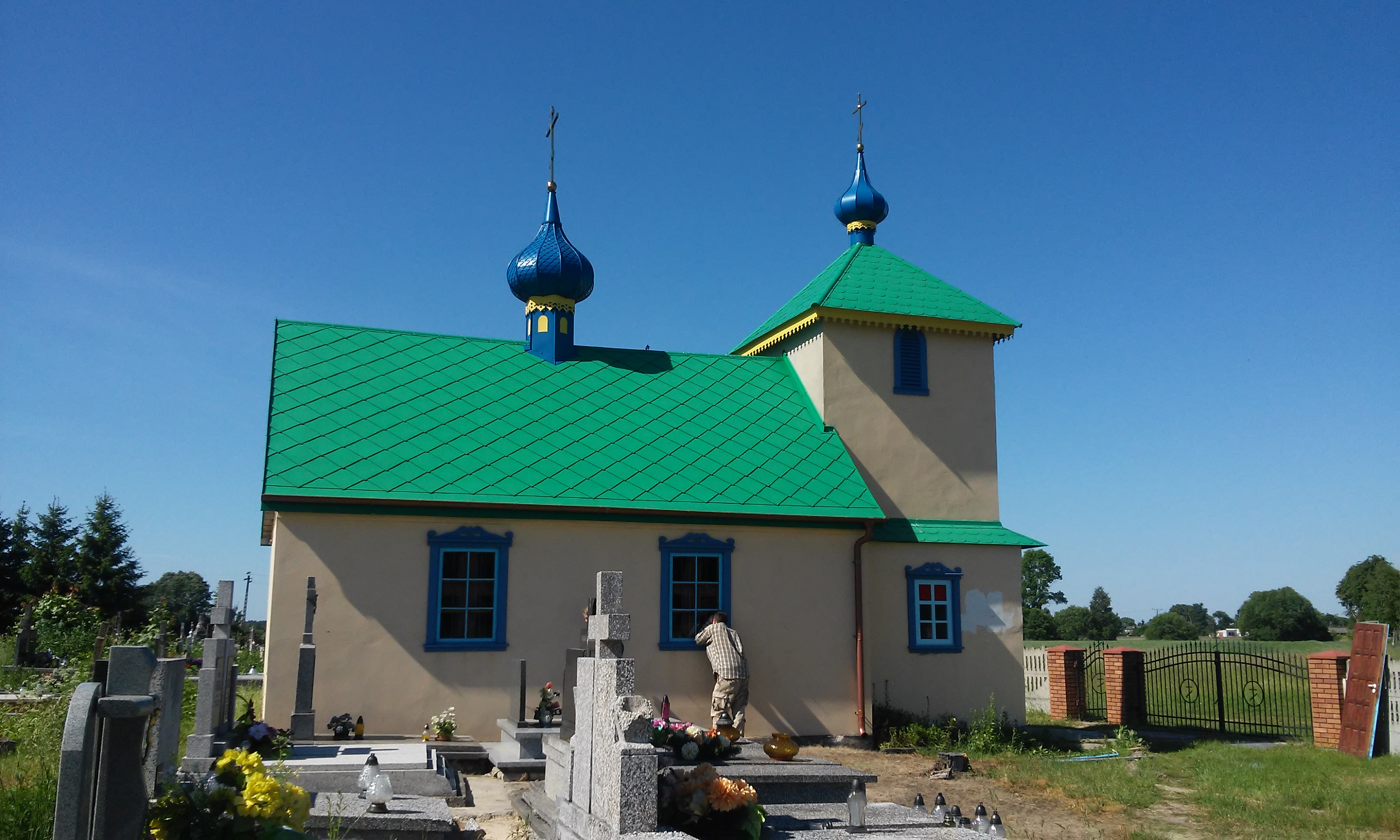
Cerkiew Narodzenia św. Jana Chrzciciela w Kodeńcu
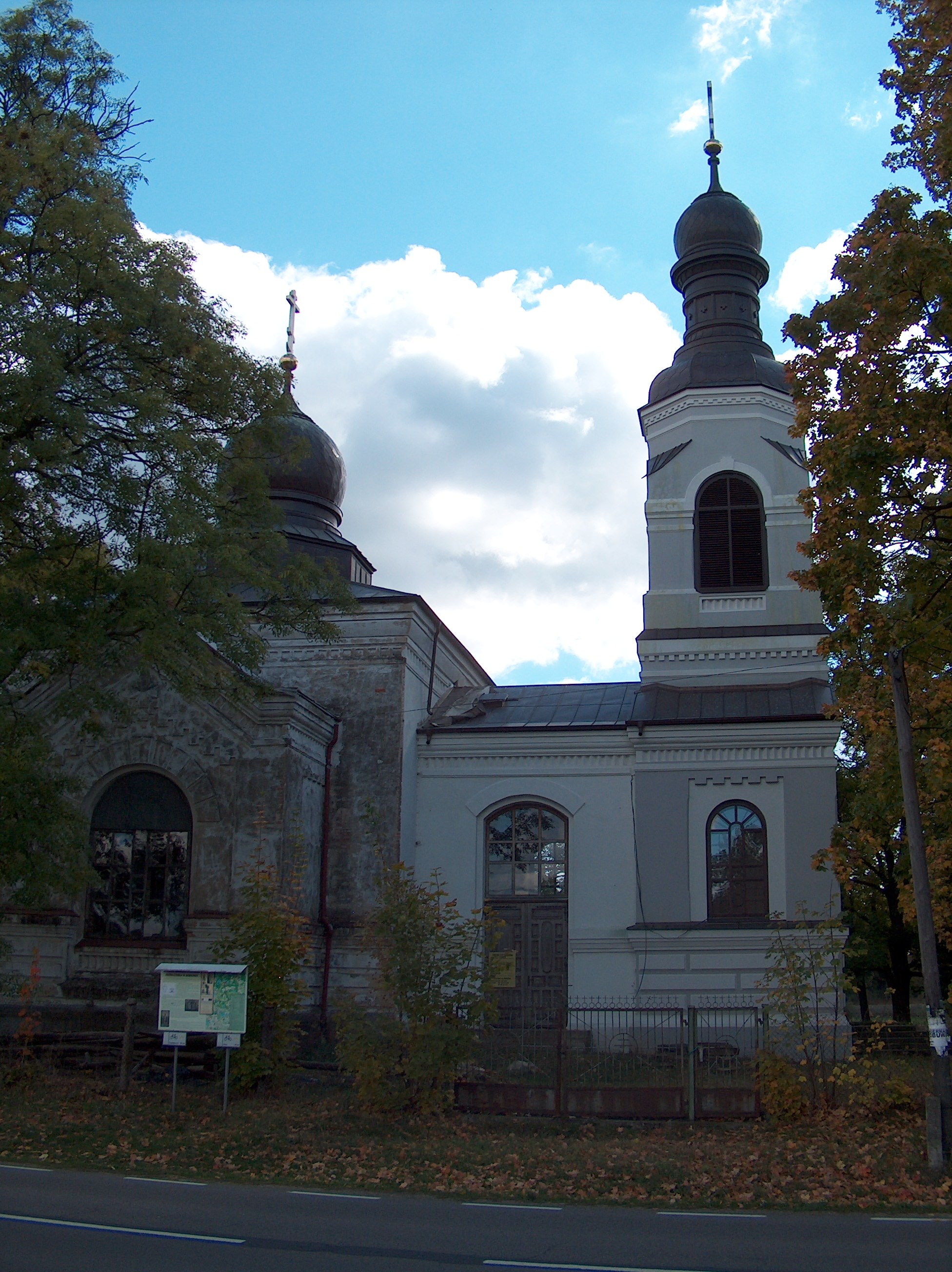
Remontowana cerkiew Świętych Apostołów Piotra i Pawła w Sosnowicy
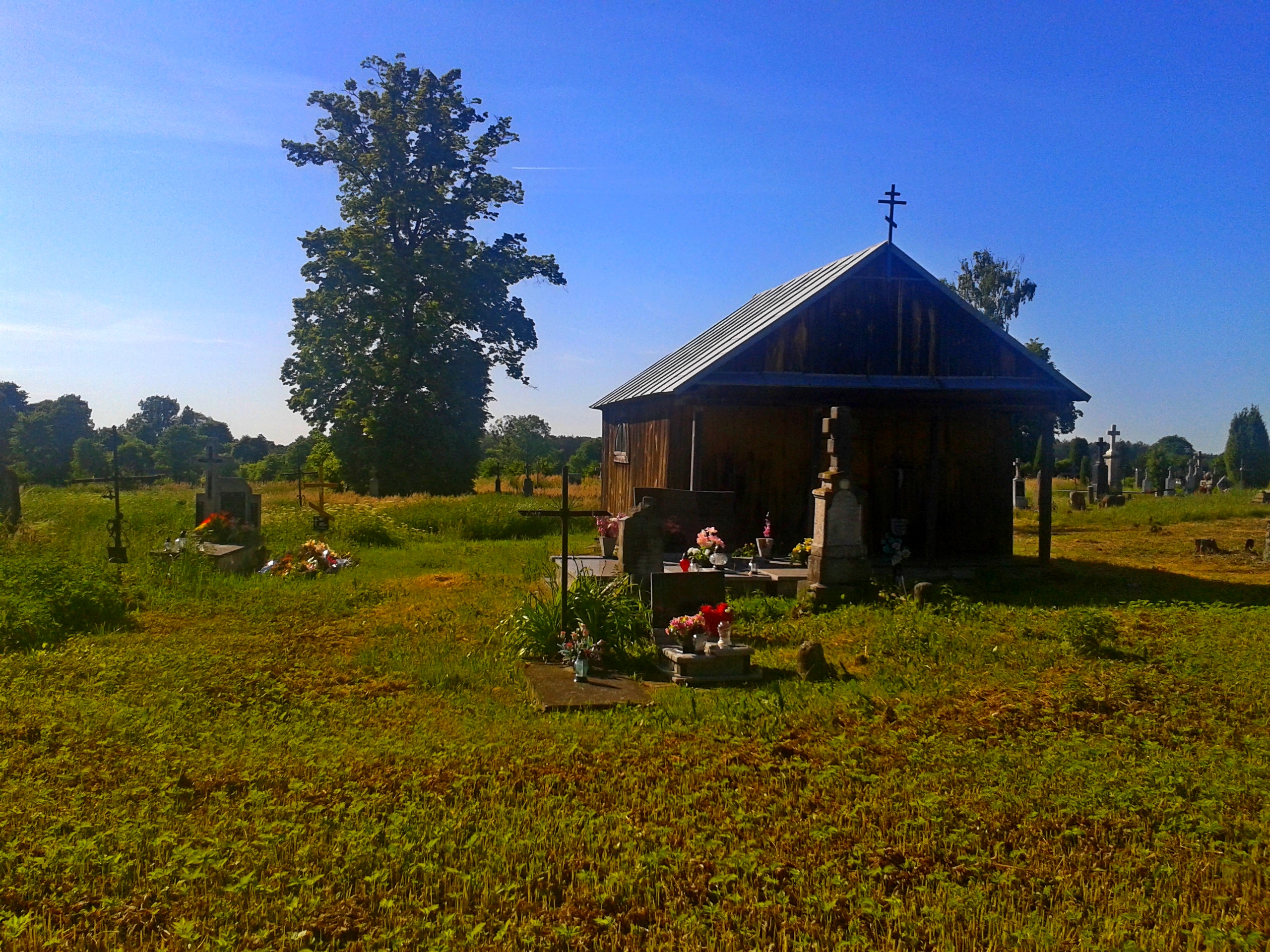
Kaplica cmentarna Opieki Matki Bożej w Holi
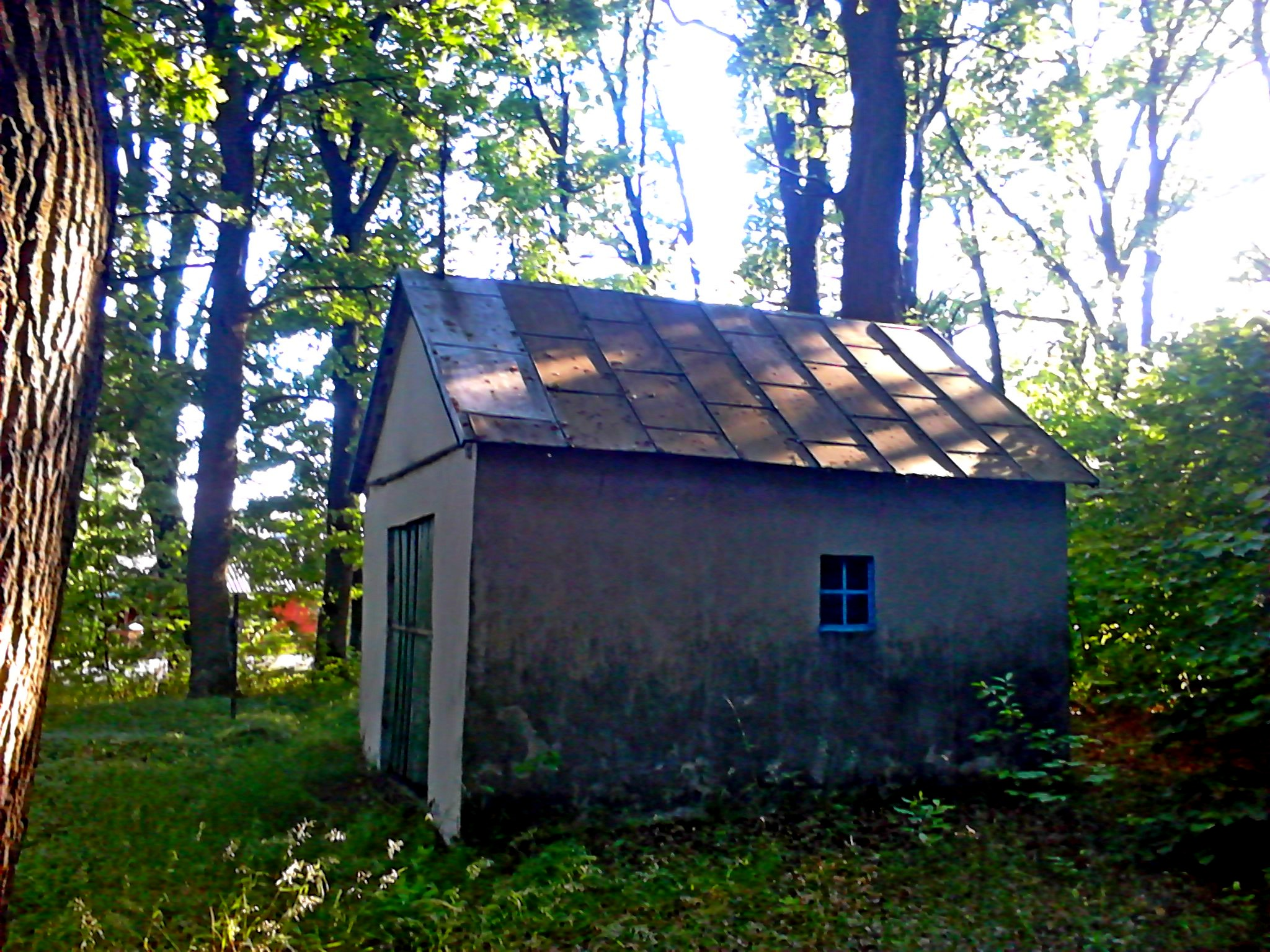
Kaplica cmentarna św. Michała Archanioła w Wołoskowoli